# Ioan Manea
Ioan Manea este un fost senator român în legislatura 1992-1996 ales în județul Iași pe listele partidului PNTCD. În cadrul activității sale parlamentare, Ioan Manea a inițiat o singură moțiune. 

## Legaturi externe
- Ioan Manea Arhivat în 22 august 2016, la Wayback Machine. la cdep.ro